# Real Cortijo de San Isidro
El Real Cortijo de San Isidro es una localidad española perteneciente al municipio de Aranjuez, en la Comunidad de Madrid. Se trata de una antigua explotación agrícola mandada crear en 1766 por Carlos III sobre los antiguos terrenos del pueblo de Villafranca del siglo XII. Cuenta con una extensión de 1126 hectáreas. Está situada a unos seis km al nordeste de Aranjuez por la carretera de Colmenar de Oreja (M-305). Cuenta con una población de 537 habitantes (INE 2021).

## Historia

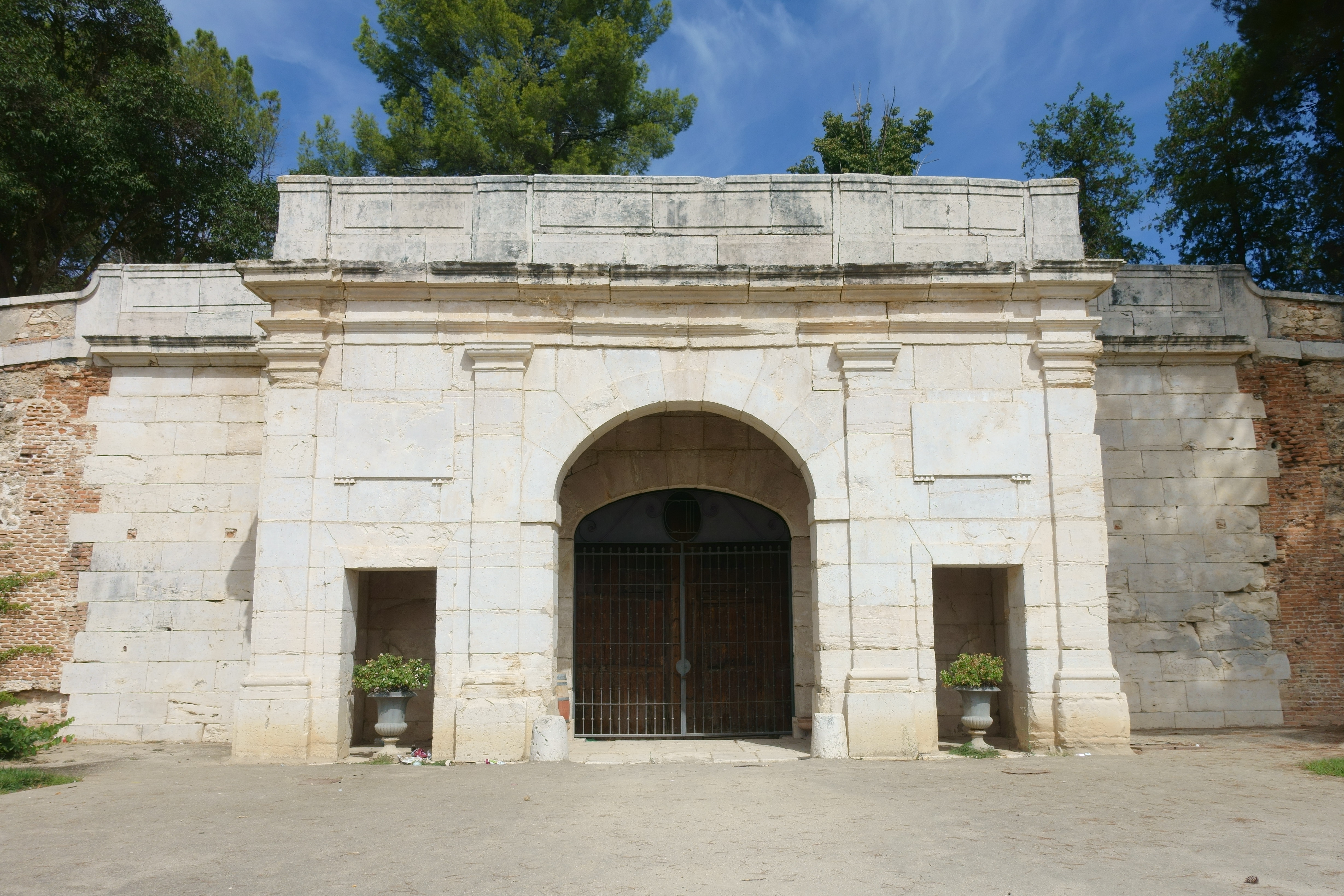
Entrada a la bodega

El núcleo de población tiene como centro la ermita o capilla neoclásica de San Isidro (1788), además de otras construcciones: la Casa Grande, la Real Bodega de Carlos III y su Cueva. A la muerte de Carlos III, el Cortijo cayó en decadencia, al no mostrar su hijo, Carlos IV, interés por las posesiones agrícolas.
El Cortijo fue desamortizado en 1868 durante el reinado de Isabel II, pasando a ser propiedad de particulares. En 1944, tras la guerra civil, el INC (Instituto Nacional de Colonización) compró las tierras a sus últimos propietarios procediendo a su parcelación, posteriormente construyó nuevas viviendas hasta completar el anterior casco antiguo. Tierras y casas fueron vendidas a los trabajadores que allí vivían y a otros colonos venidos de diferentes provincias.
En 1957, por Decreto Ley de 23 de agosto publicado en el BOE de 19 de septiembre, se constituye la Entidad Local Menor del Pueblo Real Cortijo de San Isidro.
Celebra sus fiestas patronales el 15 de mayo, día de San Isidro Labrador, destacando la subasta de productos de la huerta.

## Relación de alcaldes

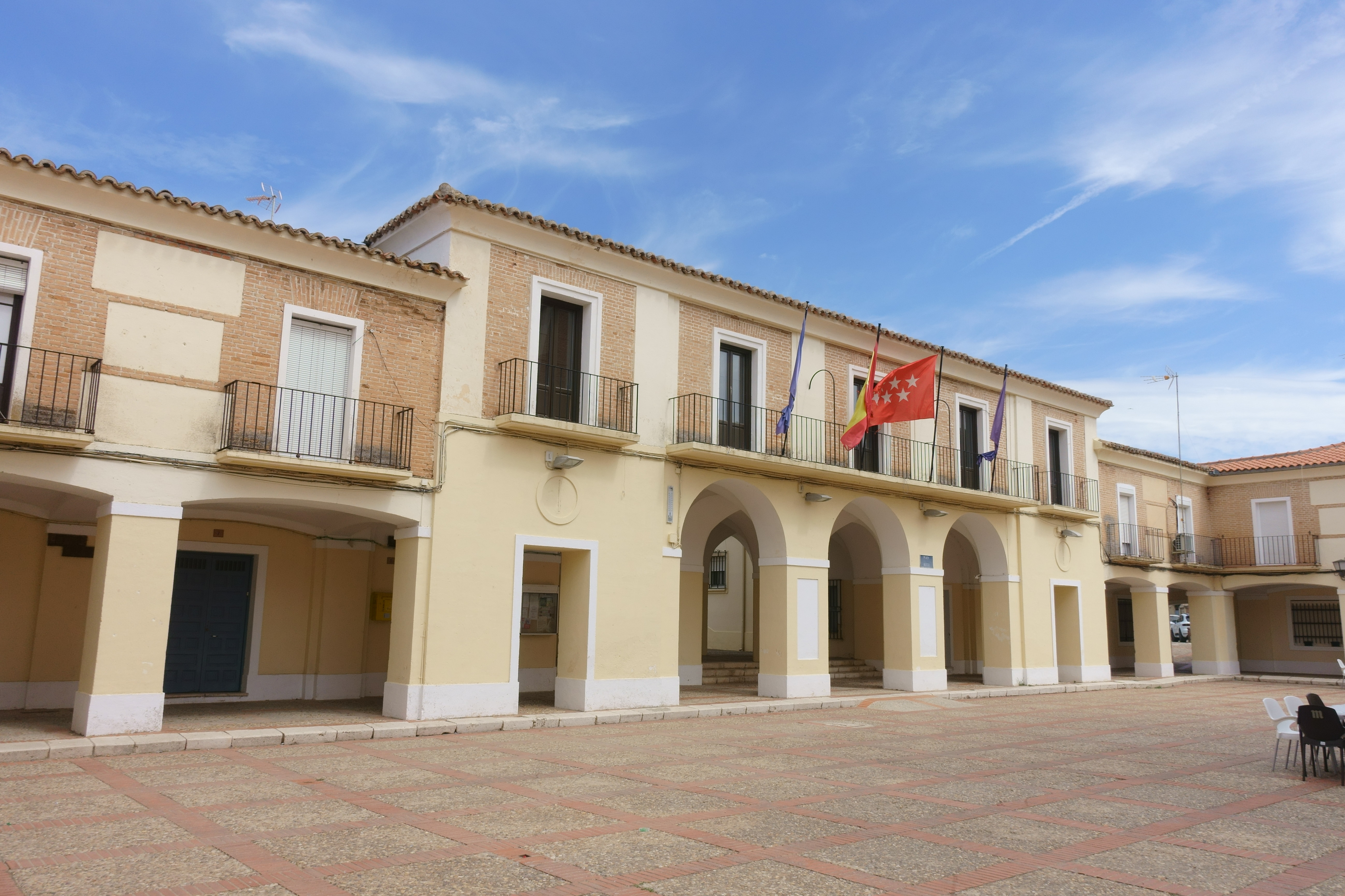
Plaza porticada

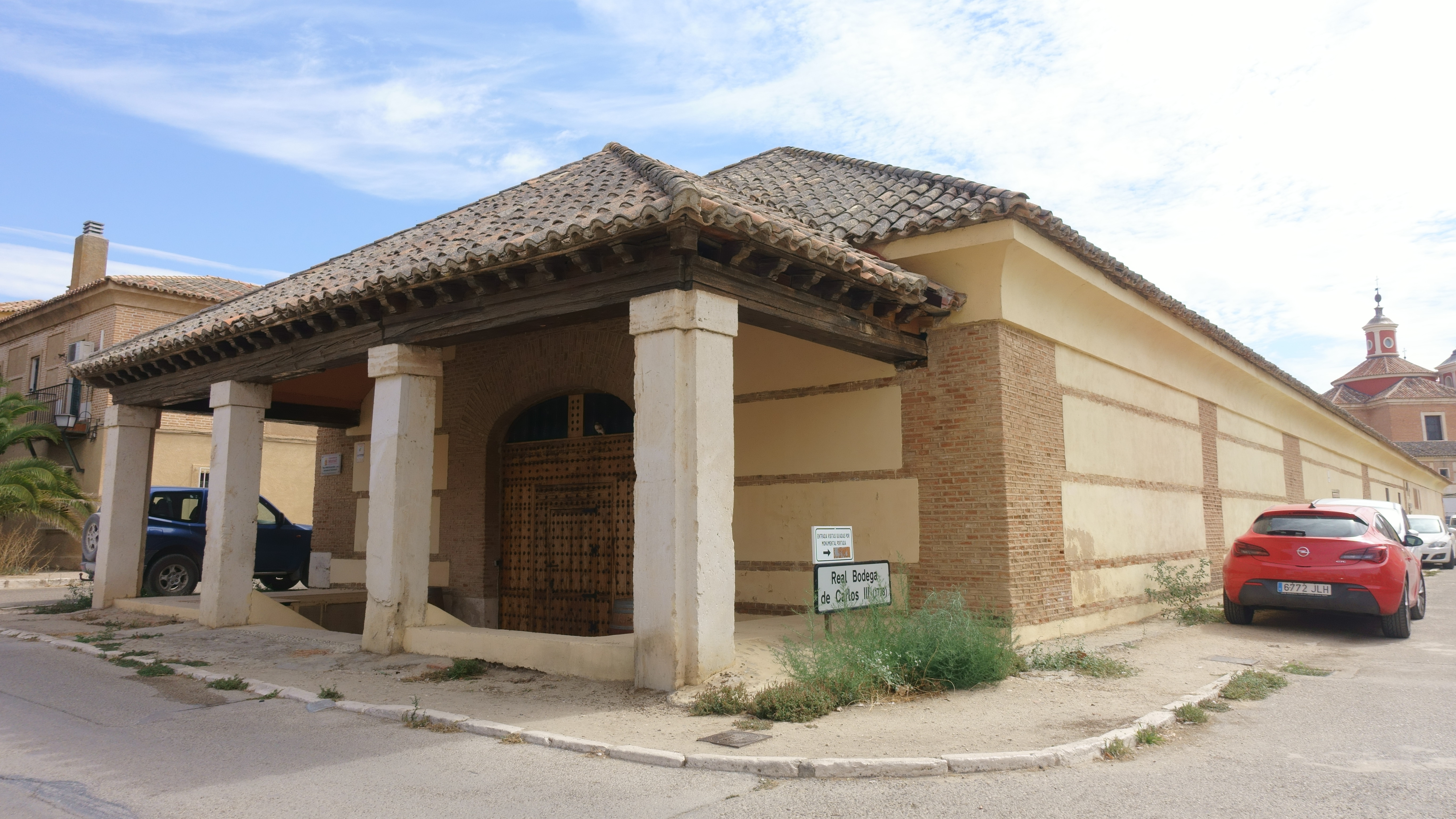
Lagar

- León Ruiz Pérez: 26 de octubre de 1957-25 de marzo de 1968.
- Francisco Vergara Carrero: 14 de mayo de 1968-23 de mayo de 1983.
- Pedro Torres García-Mochales (Agrupación Independiente Real Cortijo de San Isidro): 11 de junio de 1983-15 de mayo de 2003.
- Juan Carlos Martínez Lesma (Asociación de Vecinos y Parceleros del Real Cortijo, AVEPAR): 13 de junio de 2003-2011.
- María Antonia de Oro (Independiente): 2011-2015.
- Pedro Torres García-Mochales: 2015-2019.
- Zandra Marlene Campos Navas (Comprometidos con el Cortijo): 2019-2023.
- Antonio Morollón Pardo: desde 2023.